# Gnidosz okółkowy
Gnidosz okółkowy (Pedicularis verticillata L.) – gatunek rośliny zielnej należący do rodziny zarazowatych. Występuje w Azji, Europie i Ameryce Północnej, na północy sięgając swoim zasięgiem aż po Alaskę, Murmańsk i północną Syberię. W Polsce występuje wyłącznie w Tatrach i jest tutaj dość częsty.

## Morfologia

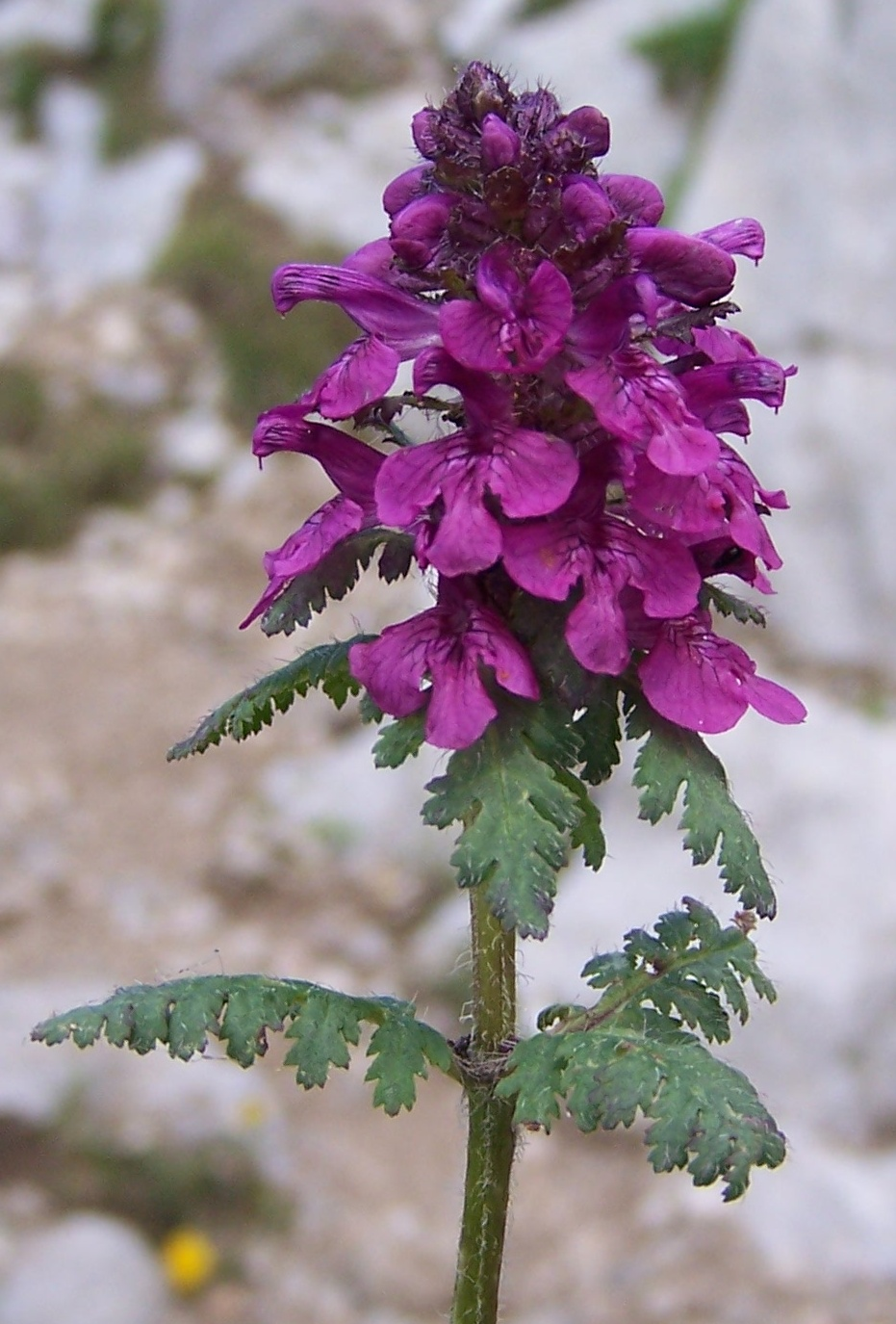
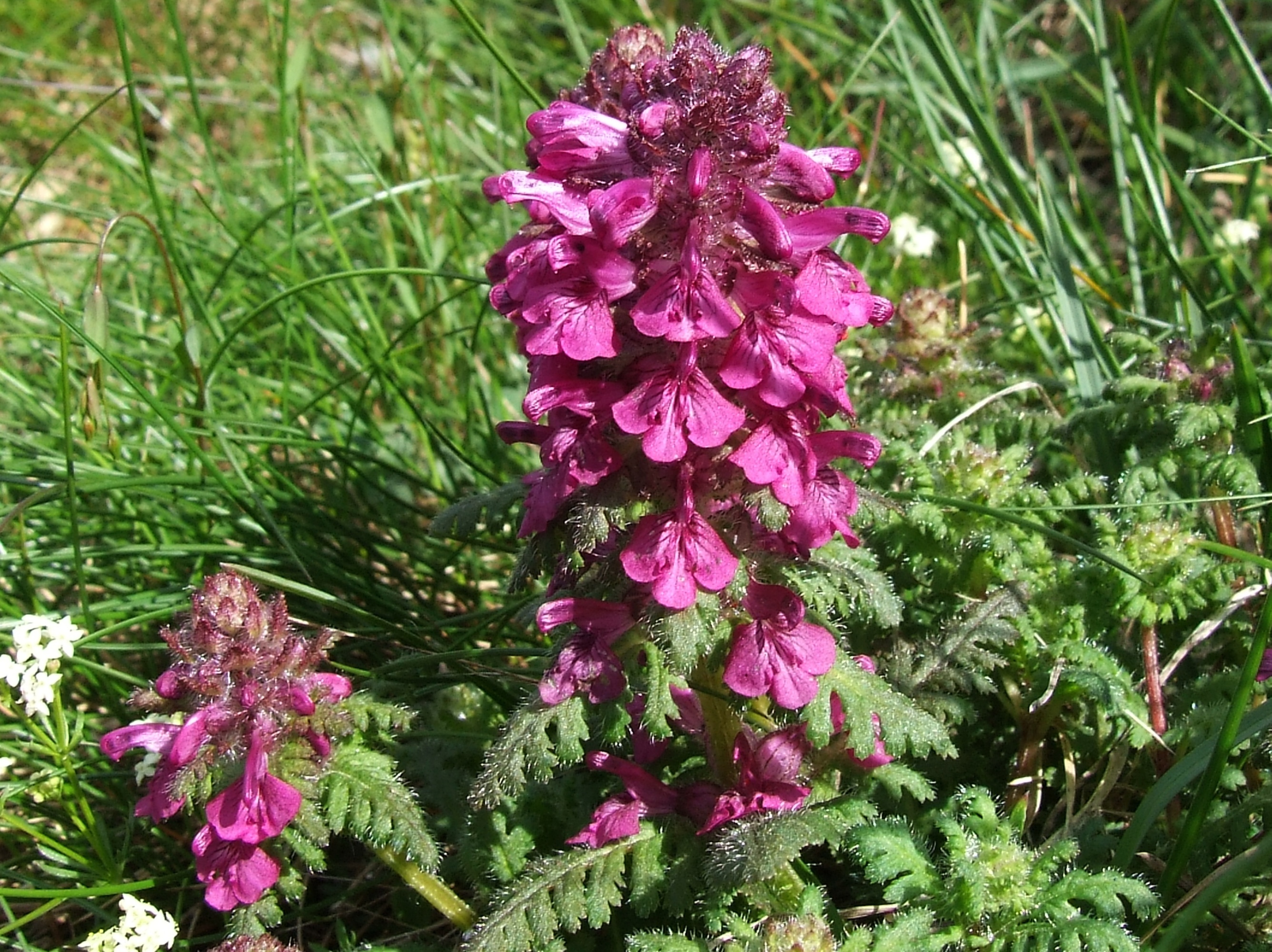
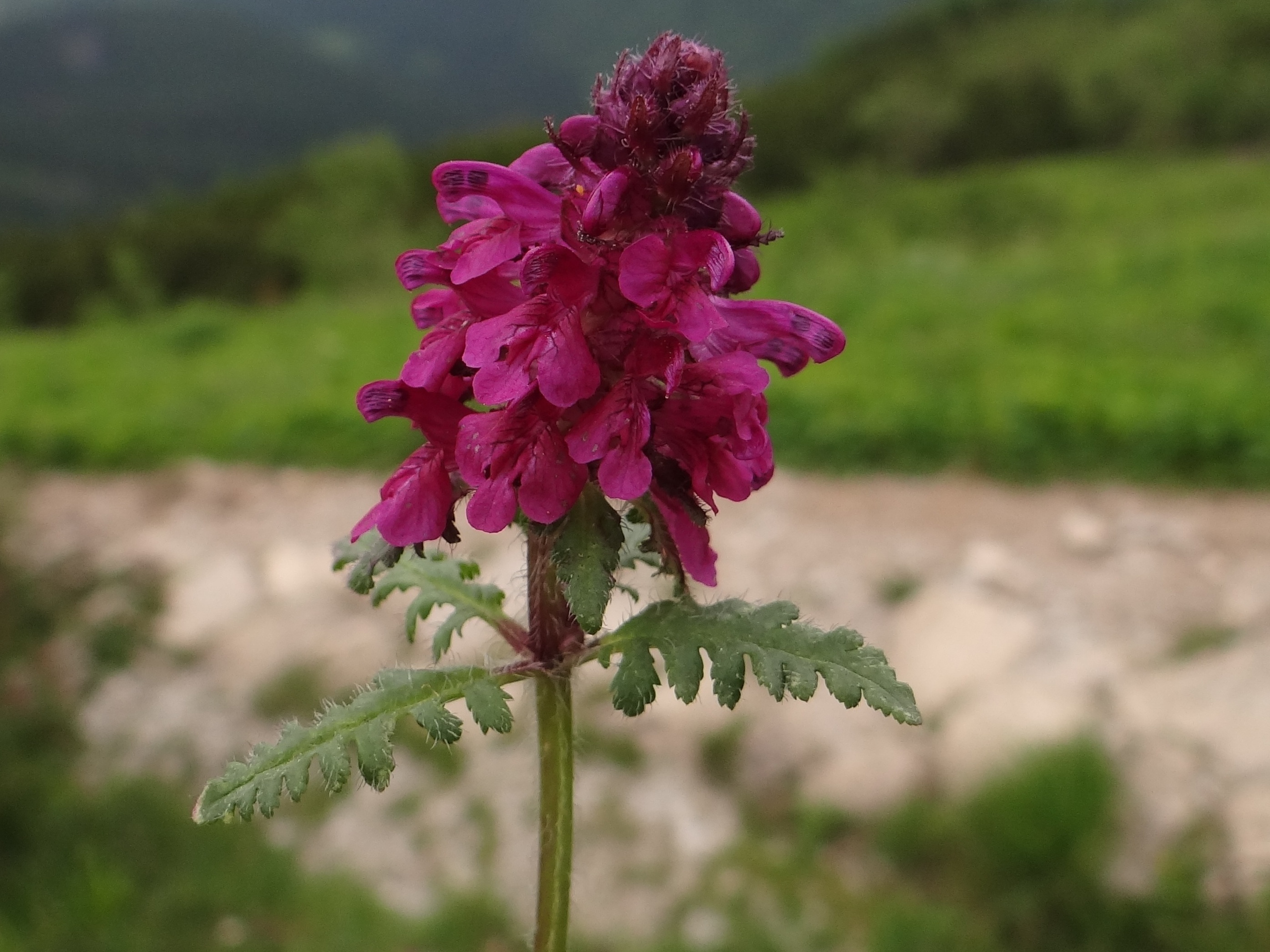
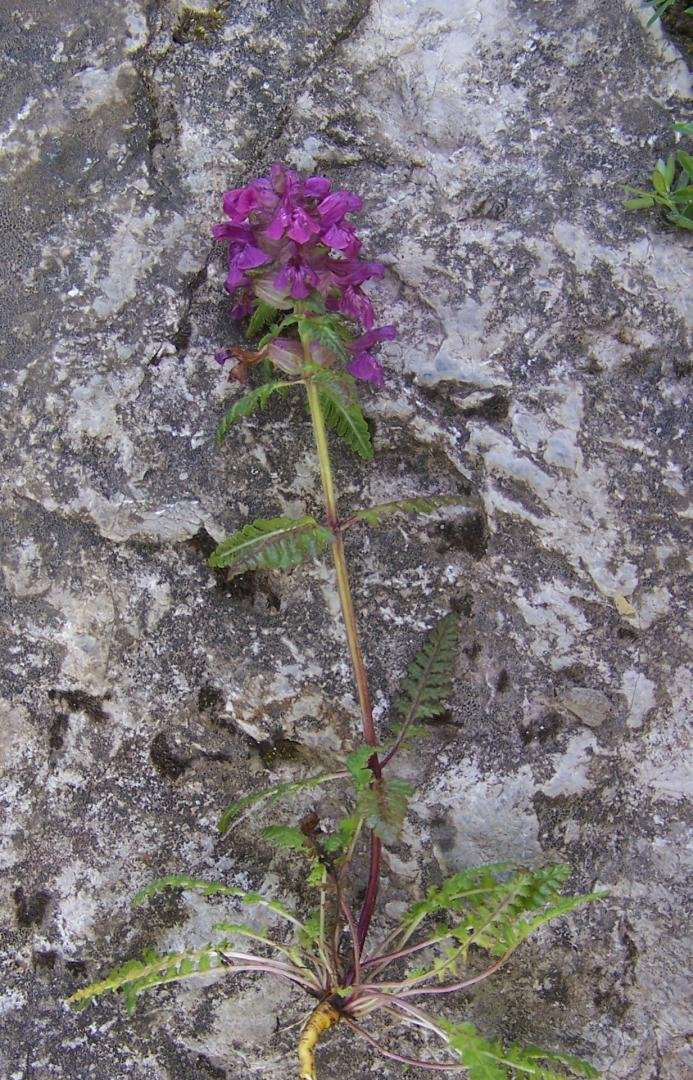

ŁodygaWzniesiona, nierozgałęziona. Przeważnie z korzenia wyrasta po kilka łodyg blisko siebie. Mają wysokość 5–30 cm, są zielone i rzadko owłosione.
LiścieUlistnienie naprzeciwległe, lub okółkowe (3–4 liście w okółku). Liście odziomkowe mają ogonek krótszy od blaszki, łodygowe mają krótki ogonek rozszerzający się w nasadzie. Są  jajowatolancetowate, pierzastodzielne, o blaszce 3–5(8) cm długiej. Poszczególne odcinki liścia są tępo zakończone i nierówno ząbkowane. Liście łodygowe podobne do odziomkowych, tylko mniejsze. Wyrastają do samego szczytu łodygi, również w części kwiatostanowej, jako przysadki. Górą przysadki są coraz mniejsze i coraz słabiej ząbkowane.
KwiatyZebrane w kwiatostan w postaci szczytowego grona. Kwiaty grzbieciste, dwuwargowe, prawie siedzące. Kielich rozdęty z 5, rzadziej 3 bardzo krótkimi ząbkami, pokryty długimi włosami i rozcięty na szczycie. Ząbek szczytowy jest większy od pozostałych. Purpurowoczerwona korona o długości 17–18 mm, naga. Jej górna, hełmiasta warga nie posiada ani ząbków, ani dzióbka. Pręciki 4, dwusilne, ich długie nitki są brodate na szczytach, a pylniki wyrastają poprzecznie do nitek.
OwoceTorebka o długości 1-1,5 cm zawierająca liczne eliptyczne nasiona o długości ok. 2 mm.

## Biologia i ekologia
RozwójJest półpasożytem. Od roślin żywicielskich pobiera wodę z solami mineralnymi. Roślina kwitnie od czerwca do sierpnia, zapylana jest wyłącznie przez trzmiele.
SiedliskoPorasta murawy, hale, skalne półki i szczeliny, ziołorośla. Populacje liczą zwykle od kilkudziesięciu do kilkuset osobników. Roślina górska, występuje od regla dolnego po piętro alpejskie (aż po najwyższe szczyty), głównie w piętrze kosówki i piętrze alpejskim. Preferuje podłoże wapienne, ale jest umiarkowanym kalcyfitem i spotkać go można również na granicie.
FitosocjologiaW klasyfikacji zbiorowisk roślinnych gatunek charakterystyczny dla Cl. Seslerietea variae.

## Zagrożenia i ochrona
Roślina objęta w Polsce od 2004 r. ścisłą ochroną gatunkową, tak jak wszystkie rodzime gatunki gnidoszy. W Polsce występuje wyłącznie na obszarze Tatrzańskiego Parku Narodowego. Nie jest zagrożony.